# رئوس مطالب ترکیه

موقعیت ترکیه

طرح زیر به عنوان یک مرور کلی و راهنمای موضعی ترکیه ارائه شده‌است:
ترکیه – کشور مستقل اوراسیایی است که در سراسر شبه جزیره آناتولی در جنوب غربی آسیا و تراکیا (روملیا) در انتهای جنوب شرقی شبه جزیره بالکان در جنوب اروپا امتداد دارد. ترکیه جمهوری دموکراتیک، سکولار، حکومت متمرکز، جمهوری مشروطه است که نظام سیاسی آن در سال ۱۹۲۳ تحت رهبری مصطفی کمال آتاتورک و پس از سقوط امپراتوری عثمانی در پی جنگ جهانی اول ایجاد شد.

## جغرافیای ترکیه
- ترکیه: کشور
- محل:
  - نیمکره شمالی و نیمکره شرقی
    - آسیا (بجز تراکی)
      - جنوب غربی آسیا

    - اروپا
      - جنوب شرقی اروپا

  - منطقه زمانی
    - زمان استاندارد ترکیه (UTC+03: 00)، از سال ۲۰۱۶
    - زمان اروپای شرقی (UTC+02: 00) زمان نور روز شرقی (UTC+03: 00)، تا سال ۲۰۱۶.

  - نقاط شدید ترکیه
    - ۵٬۱۳۷ متر (۱۶٬۸۵۴ فوت): کوه آرارات ۵٬۱۳۷
    - کم: دریای مدیترانه و دریای سیاه ۰ متر

  - مرزهای زمینی: ۲۶۴۸ کیلومتر (۱۶۴۵ مایل)

 سوریه  (نمای کلی) ۸۲۲ کیلومتر (۵۱۱ مایل)
 ایران  (نمای کلی) ۴۹۹ کیلومتر (۵۱۱ مایل)
 عراق  (نمای کلی) ۳۵۲ کیلومتر (۳۱۰ مایل)
 ارمنستان  (کلی) ۲۶۸ کیلومتر (۱۶۷ مایل)
 گرجستان  (نمای کلی) ۲۵۲ کیلومتر (۱۵۷ مایل)
 بلغارستان (کلی) ۲۴۰ کیلومتر (۱۴۹ مایل)
 یونان  (نمای کلی) ۲۰۶ کیلومتر (۵۱۲۸ مایل)
 جمهوری آذربایجان (نمای کلی) ۹ کیلومتر (۶ مایل)
- خط ساحلی: ۷۲۰۰ کیلومتر (۴٬۴۷۴ مایل)

- جمعیت ترکیه: ۸۲ میلیون نفر نوزدهمین کشور پرجمعیت
- منطقه از ترکیه: ۷۸۳،۵۶۲km ۲ (۳۰۲۴۵۵ مایل مربع) ۳۶ ام از نظر وسعت
- اطلس ترکیه
- شهرهای ترکیه بر اساس جمعیت